# Basilika La Merced (Jerez de la Frontera)

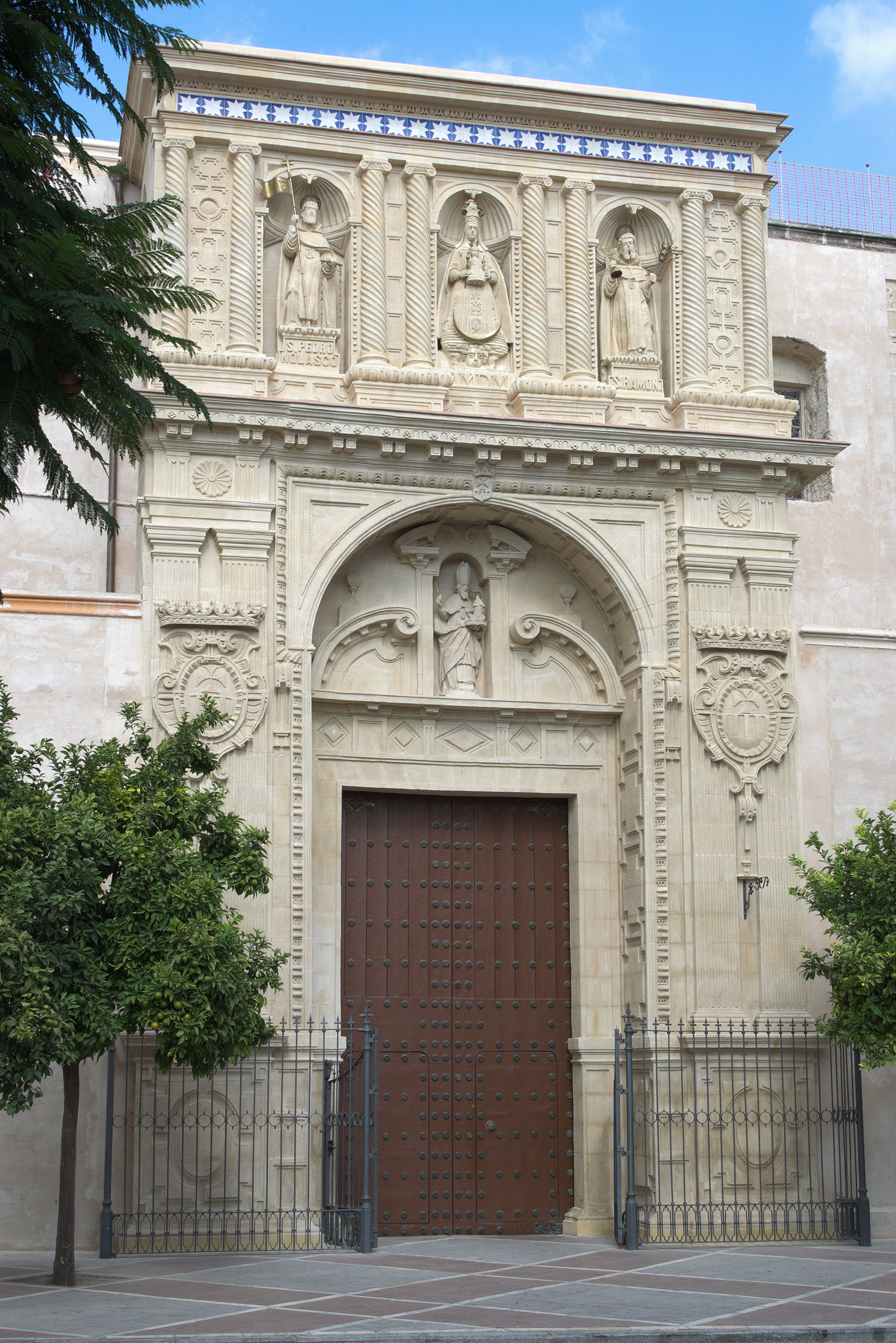
Basilika La Merced

Die Basilika de la Merced (deutsch Basilika Unserer Lieben Frau von der Barmherzigkeit) ist eine römisch-katholische  Kirche auf der Plaza de la Merced in Jerez de la Frontera, Spanien. Die als Monumento Histórico-Artístico geschützte Kirche des Bistums Jerez de la Frontera wurde im Stil der Gotik errichtet und erhielt im 17. Jahrhundert eine barocke Fassade. Sie ist Teil des Klosters La Merced de Jerez de la Frontera vom Orden der Mercedarier.
Neben einer herausragenden Sammlung von Altaraufsätzen, Skulpturen, liturgischen Elementen und Ornamenten ist sie auch als Grabstätte des Diktators Miguel Primo de Rivera in der Kapelle von Riquelme bekannt.

## Ursprung des Klosters
Die erste genaue Erwähnung des Klosters stammt aus dem Jahr 1348. Die Gründung des Mercedarier-Ordens in Jerez wird am Ende der Zeitspanne 1317 bis 1345 angesetzt, denn mit der Niederlage der Meriniden in der Schlacht am Salado (1340) begann der Orden, sich außerhalb der Stadtmauern niederzulassen, da die Friedenslage den Schutz der Mauern weniger notwendig machte.
Traditionell wird die Gründung aber dem mercedarischen Märtyrerheiligen San Pedro Pascual zugeschrieben.

## Kunst und Geschichte
Unabhängig von den Arbeiten an der Kirche wurde mit dem Bau eines neuen Kreuzganges begonnen. Der Bau des Hauptklosters begann 1548 und sollte bis zum 1. November 1549 dauern. Die Kosten betrugen 60.000 Maravedis. Fernando Álvarez, ein portugiesischer Architekt, wurde mit der Leitung der Arbeiten beauftragt, die nach seinem Tod bis 1614 andauerten. Bei der Gestaltung des Kreuzgangs spielte Álvarez mit der traditionellen gotischen Architektur in den Gewölben und mit dem neuen Stil der Renaissance bei der Gestaltung der Säulen des Kreuzgangs. Es ist das erste Kloster in Jerez, das Elemente der Renaissance in seine Gestaltung einbezieht.

## Beschreibung
Die barocke Fassade der gotischen Basilika wurde im 17. Jahrhundert von Fernández Galafate erbaut und im März 2016 restauriert. Über dem Haupteingang der Kirche befand sich ein Glockenturm, der jedoch abgetragen wurde. Außerdem besitzt sie einen Glockenturm über dem Dach, der von den angrenzenden Straßen aus nicht sichtbar ist. Im Inneren ist das Hauptaltarbild, ein Werk von Francisco Dionisio de Ribas, besonders bemerkenswert.
Im 18. Jahrhundert wurden die Arbeiten am Kloster fortgesetzt. Der Kreuzgang wurde um ein zusätzliches Stockwerk erweitert, und das Gebäude erhielt ein prächtiges barockes Treppenhaus, das 1749 begonnen und 1750 fertiggestellt wurde. Die Treppe besteht aus rotem Kalkstein mit zahlreichen Fossilien, und der obere Teil des Handlaufs ist mit einem mythologischen Wesen, einer männlichen Sphinx oder Androsphinx, verziert.
Als 1810 die napoleonischen Truppen in die Stadt kamen, floh der Orden aus dem Klostergebäude, das anschließend als Kaserne genutzt wurde. Die Kirche wurde für den Gottesdienst geschlossen und die Bilder wurden zum Schutz in die Einsiedelei Santiago gebracht. Nach Riegos Trienio Liberal wurde das Kloster wieder geschlossen, was die Gottesdienste in der Kirche beeinträchtigte.
Mit der Desamortisation von Mendizabal wurde das Kloster zu einem städtischen Krankenhaus, wobei die Kirche als Kapelle des Krankenhauses bestehen blieb. Später wurde das 1975 geschlossene städtische Krankenhaus zur Sekundarschule Santa Isabel de Hungría.
Das Heiligtum Unserer Lieben Frau von der Barmherzigkeit wurde im Juni 1949 von Papst Pius XII. zu einer Basilica minor erhoben.

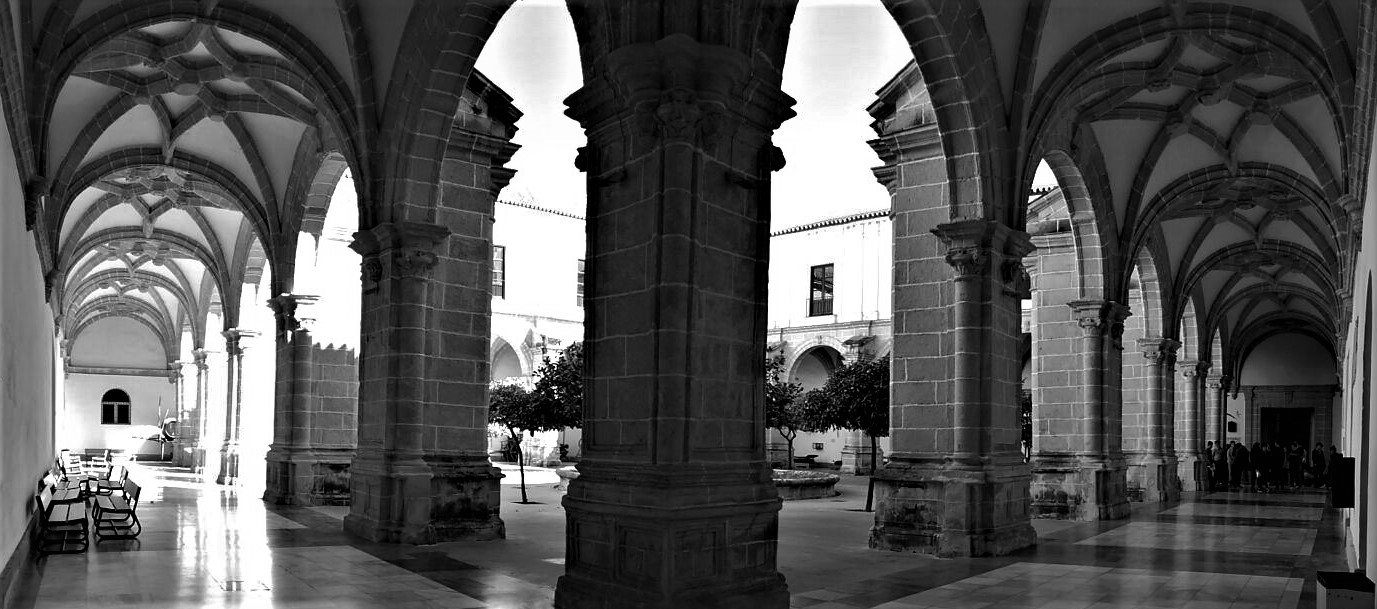
Kreuzgang des Klosters

## Nuestra Señora de la Merced
Im Inneren der Kirche steht die Statue der Nuestra Señora de la Merced, Schutzpatronin von Jerez. Sie wird in einer Prozession in einem goldenen und silbernen Schrein getragen, der 1648 von Juan Díaz de Mendoza geschaffen wurde.
Der Ursprung der Schutzheiligen geht auf das 14. Jahrhundert zurück, als sich die Ordensbrüder nach der Rückeroberung durch das Königreich Kastilien in der Stadt niederließen, und zwar in einem Gebiet, das etwas weiter entfernt war als die damalige Einsiedelei von Santiago.
Zu Beginn des 15. Jahrhunderts erlangte sie schnell an Popularität, 1410 wurde sie bei religiösen Zeremonien in der Stadt erwähnt. Nach einer langen Prozession wurde sie 1961 gekrönt. Die Krone wurde 1968 ausgeliehen und später zurückerhalten.

## Mercedarier-Legende
Es gibt mehrere Legenden über den Ursprung des mercedarischen Gemeinschaft in Jerez, von denen viele in Manuskripten im Mercedarier-Archiv der Stadt erhalten sind. Die populärste besagt, dass die Gründung des Klosters La Merced in der Stadt Jerez auf einem Grundstück erfolgte, auf dem sich einst eine Ziegelfabrik befand, von der noch der Ofen erhalten ist, in dem Ziegel und Fliesen gebrannt wurden.
Als man sie abreißen wollte, um die Fundamente des Klosters zu errichten, soll man eine Vertiefung mit einer kleinen Nische gefunden haben, in der sich das Bildnis der Jungfrau Maria befand, das vom Rauch der Ziegelfabrik geschwärzt worden war.

## Ausstattung
Die Kirche beherbergt eine Nachbildung des Turiner Grabtuchs, das 1572 in die Kirche gebracht wurde, sowie zehn weitere Reliquien, die ebenfalls 1572 eintrafen.
Die Virgen del Rosario de capataces y costaleros (Jungfrau des Rosenkranzes der Kapuziner und Kostgänger) hat ihren Standort in der Kirche.